# Monochamus grandis
Monochamus grandis är en skalbaggsart som beskrevs av Waterhouse 1881. Monochamus grandis ingår i släktet Monochamus och familjen långhorningar. Inga underarter finns listade i Catalogue of Life.